# Sean Astin
Sean Astin, pseudonimo di Sean Patrick Duke (Santa Monica, 25 febbraio 1971) è un attore statunitense, candidato al Premio Oscar nel 1995.
È diventato noto soprattutto per il ruolo di Mickey Walsh nel film cult I Goonies (1985), per quello di Samvise Gamgee nella trilogia de Il Signore degli Anelli (2001-2003) e per quello di Bob Newby nella serie televisiva Stranger Things.

## Biografia
Figlio d'arte, sua madre era l'attrice Patty Duke e suo padre il promotore di intrattenimento Michael Tell. I suoi genitori annullarono il matrimonio prima della sua nascita e per questo Sean fu adottato dall'attore John Astin, che aveva sposato la madre. Astin ha frequentato la Crossroads High School for the Arts e si è perfezionato presso lo Stella Adler Studio of Acting di Los Angeles. Si è laureato con lode alla UCLA con una laurea in Storia e Inglese (letteratura e cultura americana). Ex alunno del Los Angeles Valley College, Astin ha fatto parte del consiglio di amministrazione della scuola della Patrons Association e dell'Arts Council.

### Carriera
Astin ha debuttato giovanissimo, dapprima in televisione e poi al cinema. Qui il suo primo ruolo è stato quello del piccolo Mikey Walsh nel cult I Goonies (1985), scritto da Steven Spielberg e Chris Columbus e diretto da Richard Donner.
La sua produzione registica include principalmente serie televisive e cortometraggi. Il suo lavoro Kangaroo Court ha ricevuto una candidatura all'Oscar 1995 in quest'ultima categoria. Dal 2001 al 2003 ha vestito i panni dello hobbit Samvise Gamgee nella trilogia cinematografica de Il Signore degli Anelli, tratta dall'omonima saga letteraria di J. R. R. Tolkien. Nel 2017 è tornato sotto le luci dei riflettori nel ruolo di Bob Newby nella seconda stagione della serie originale Netflix Stranger Things.

### Vita privata
Dal 1992 è sposato con la produttrice Christine Louise Harrell, da cui ha avuto tre figlie: Ali (1996), Elizabeth Louise (2002) e Isabelle (2005). Negli ultimi anni si è appassionato all'atletica, partecipando a diverse maratone negli Stati Uniti. Il 10 ottobre 2015, Astin ha partecipato al campionati del mondo Ironman 2015 a Kailua Kona, Hawaii. Indossando il numero 143, ha completato la gara con un tempo di 15:30:31. Nel 2024, Astin ha conseguito un master in amministrazione pubblica e politiche presso l'American University. Durante la cerimonia di laurea autunnale del 2024, l'American University gli ha conferito un dottorato onorario in Lettere Umanistiche, occasione in cui è stato anche il relatore principale.

### Supporto politico
Dal 1995 al 2005, Astin ha servito come Assistente Civile del Segretario all'Esercito degli Stati Uniti d'America (CASA) e successivamente ha fatto parte del Consiglio Presidenziale per il Servizio e la Partecipazione Civica per due anni durante l'amministrazione di George W. Bush. Nel 2022, gli è stata conferita la designazione onoraria di Assistente Civile Emerito.
Astin è un sostenitore di lunga data del Partito Democratico. Durante le elezioni presidenziali statunitensi del 2004, ha sostenuto il senatore John Kerry e ha partecipato al suo comizio elettorale a Portland, Oregon, come oratore di apertura. Nelle elezioni presidenziali del 2008, ha appoggiato la senatrice Hillary Clinton nella sua prima campagna presidenziale, facendo numerose apparizioni elettorali a suo favore, inclusi eventi con la figlia di Clinton, Chelsea. Nel 2011, Astin ha ricoperto il ruolo di manager della campagna elettorale del democratico Dan Adler, un amico imprenditore nell'industria dell'intrattenimento, per le elezioni speciali del 36° distretto congressuale della California. Nel 2016, ha fatto campagna per Hillary Clinton negli stati del Midwest come Iowa, Nebraska e Wisconsin. Nel 2020, ha espresso il suo sostegno per il candidato democratico Joe Biden in un post su Twitter.
Il 29 luglio 2024, Astin ha partecipato alla chiamata Zoom "White Dudes for Harris", esprimendo il suo supporto per la campagna presidenziale della vicepresidente Kamala Harris. Inoltre, ha preso parte alla Convenzione Nazionale Democratica del 2024 durante il voto di roll call per la nomina, rappresentando l'Indiana.
Nel settembre 2024, Astin ha sollecitato il governatore della California Gavin Newsom a firmare il disegno di legge SB 1047, che richiederebbe ai modelli avanzati di intelligenza artificiale di sottoporsi a test di sicurezza prima della loro implementazione.

## Filmografia

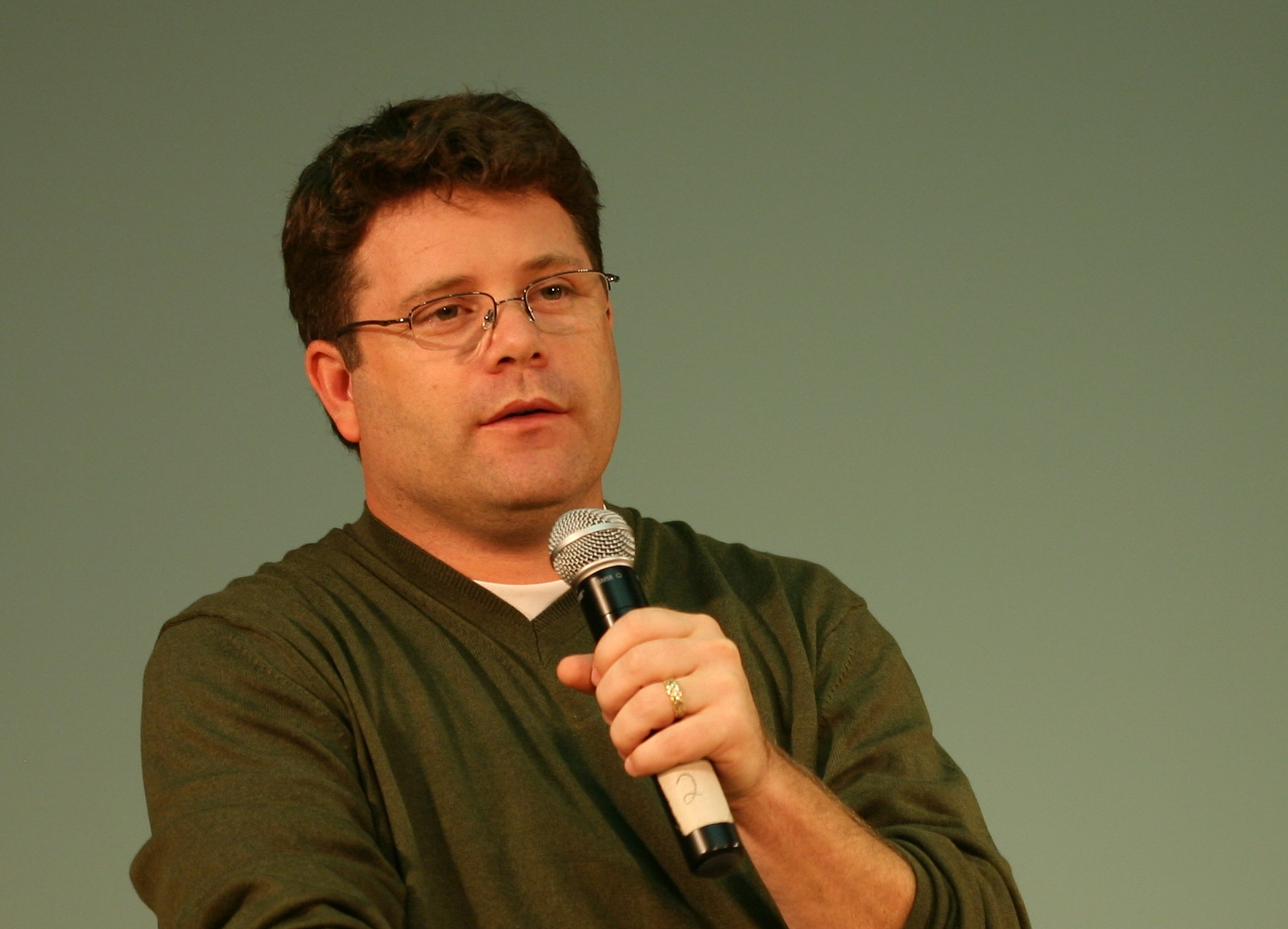
Sean Astin nel 2009

### Attore

#### Cinema
- I Goonies (The Goonies), regia di Richard Donner (1985)
- La pattuglia speciale (The B.R.A.T. Patrol), regia di Mollie Miller (1986)
- Una gita pericolosa (White Water Summer), regia di Jeff Bleckner (1987)
- Tale padre tale figlio (Like Father Like Son), regia di Rod Daniel (1987)
- Scelta di vita (Staying Together), regia di Lee Grant (1989)
- La guerra dei Roses (The War of the Roses), regia di Danny DeVito (1989)
- Memphis Belle, regia di Michael Caton-Jones (1990)
- Scuola di eroi (Toy Soldiers), regia di Daniel Petrie Jr. (1991)
- Il mio amico scongelato (Encino Man), regia di Les Mayfield (1992)
- Rudy - Il successo di un sogno (Rudy), regia di David Anspaugh (1993)
- Ritrovarsi (Safe Passage), regia di Robert Allan Ackerman (1994)
- Il coraggio della verità (Courage Under Fire), regia di Edward Zwick (1996)
- Kimberly, regia di Frederic Golchan (1999)
- Minaccia nucleare (Icebreaker), regia di David Giancola (2000)
- Il Signore degli Anelli - La Compagnia dell'Anello (Lord of the Rings: The Fellowship of the Ring), regia di Peter Jackson (2001)
- Il Signore degli Anelli - Le due torri (The Lord of the Rings: The Two Towers), regia di Peter Jackson (2002)
- Il Signore degli Anelli - Il ritorno del re (The Lord of the Rings: The Return of the King), regia di Peter Jackson (2003)
- 50 volte il primo bacio (50 First Dates), regia di Peter Segal (2004)
- Se ti investo mi sposi? (Elvis Has Left the Building), regia di Joel Zwick (2004)
- Ballroom Dancing, regia di Randall Miller (2005)
- Slipstream, regia di David van Eyssen (2005)
- Più grande del cielo (Bigger Than the Sky), regia di Al Corley (2005)
- Cambia la tua vita con un click (Click), regia di Frank Coraci (2006)
- Borderland - Linea di confine (Borderland), regia di Zev Berman (2007)
- The Final Season, regia di David Mickey Evans (2007)
- Il coraggio di vincere (Forever Strong), regia di Ryan Little (2008)
- Stay Cool, regia di Ted Smith (2009)
- Cabin Fever: Patient Zero, regia di Kaare Andrews (2014)
- Boys of Abu Ghraib, regia di Luke Moran (2014)
- Mamma che notte! (Mom's Night Out), regia di Andrew Erwin e Jon Erwin (2014)
- Out West, regia di Lee Brownstein (2014)
- The Surface, regia di Gil Cates Jr. (2014)
- The Dramatics: A Comedy, regia di Scott Rodgers (2015)
- The Do-Over, regia di Steven Brill (2016)
- Dead Ant , regia di Ron Carlson (2017)
- Gloria Bell, regia di Sebastián Lelio (2018)
- Adverse, regia di Brian A. Metcalf (2020)
- Colpi d'amore (Love Hurts), regia di Jonathan Eusebio (2025)

#### Televisione

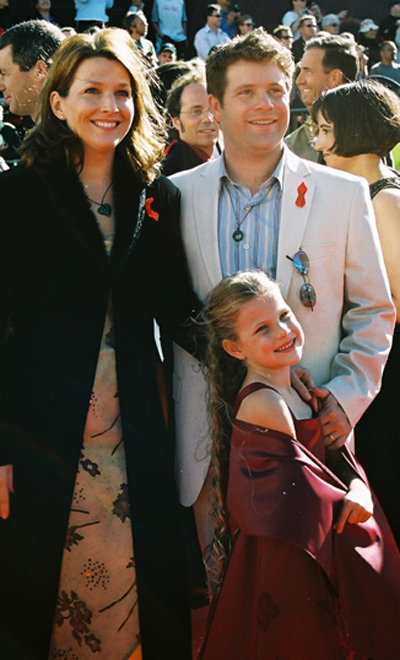
Sean Astin con la moglie Christine Louise Harrell e la figlia primogenita Ali nel 2003

- Disneyland – serie TV, episodio 31x04 (1986)
- The Tom Green Show, 2 episodi (2002-2007)
- Jeremiah – serie TV, 14 episodi (2003-2004)
- Las Vegas – serie TV, episodio 1x17 (2004)
- Into the West – miniserie TV, episodio 1x03 (2005)
- Hercules – miniserie TV, 2 episodi (2005)
- 24 – serie TV, 10 episodi (2006)
- Detective Monk (Monk) – serie TV, episodio 5x12 (2007)
- My Name Is Earl – serie TV, episodio 2x22 (2007)
- Masters of Science Fiction – serie TV, episodio 1x05 (2007)
- Law & Order - I due volti della giustizia (Law & Order) – serie TV, episodio 18x13 (2008)
- The Colour of Magic, regia di Vadim Jean – film TV (2008)
- Quando l'amore sboccia a Natale (Love's Christmas Journey), regia di David S. Cass Sr. – film TV (2011)
- Le streghe di Oz (Dorothy and the Witches of Oz) – miniserie TV, 2 episodi (2012)
- NCIS - Unità anticrimine (NCIS) – serie TV, episodio 9x18 (2012)
- Franklin & Bash – serie TV, episodio 2x02 (2012)
- Il passato non muore mai (Adopting Terror), regia di Micho Rutare – film TV (2012)
- Alphas – serie TV, episodi 2x11-2x12 (2012)
- The Strain – serie TV, 9 episodi (2014)
- Con Man – serie web, episodi 1x01-1x03-1x04 (2015)
- The Librarians – serie TV, episodio 3x05 (2016)
- Stranger Things – serie TV, 7 episodi (2017-2019)
- The Big Bang Theory – serie TV, episodi 12x13-12x18-12x21 (2019)
- Ci mancava solo Nick (No Good Nick) – serie TV (2019)
- Brooklyn Nine-Nine – serie TV, episodio 6x14 (2019)
- Supergirl - serie TV, episodio 5x03 (2020)
- Young Rock – serie TV, 6 episodi (2022)
- Perry Mason – serie TV, episodi 2x01-2x02 (2023)

### Doppiatore
- Kingdom Hearts – videogioco (2002)
- Alvin Superstar 2 (Alvin and the Chipmunks: The Squeakquel), regia di Betty Thomas (2009)
- Agente Speciale Oso (Special Agent Oso) – serie animata, 22 episodi (2009-2012)
- Teenage Mutant Ninja Turtles - Tartarughe Ninja (Teenage Mutant Ninja Turtles) – serie animata, 124 episodi (2012-2017)
- Ribbit, regia di Chuck Powers (2014)
- Bunnicula – serie animata, 31 episodi (2016-2018)

### Regista
- The Long and Short of It (2002)

## Riconoscimenti
- Premio Oscar
  - 1995 – Candidatura al miglior cortometraggio per Kangaroo Court
- Young Artist Award
  - 1985 – Miglior giovane attore per I Goonies
- Screen Actors Guild Award
  - 2002 – Candidatura al miglior cast cinematografico per Il Signore degli Anelli – La Compagnia dell'Anello
  - 2003 – Candidatura al Miglior cast cinematografico per Il Signore degli Anelli – Le due torri
  - 2004 – Miglior cast cinematografico per Il Signore degli Anelli – Il ritorno del re
- MTV Movie & TV Awards
  - 2003 – Miglior performance di gruppo (ex aequo con Elijah Wood e Andy Serkis) per Il Signore degli Anelli – Le due torri

## Doppiatori italiani
Nelle versioni in italiano delle opere in cui ha recitato, Sean Astin è stato doppiato da:
- Massimiliano Alto ne Il Signore degli Anelli - La Compagnia dell'Anello, Il Signore degli Anelli - Le due torri, Il Signore degli Anelli - Il ritorno del re, Hercules, Il passato non muore mai, The Big Bang Theory
- Luigi Ferraro in Quando l'amore sboccia a natale, The Strain, Stranger Things, Ci mancava solo Nick
- Alberto Bognanni in Slipstream, Borderland - Linea di confine, Ballroom Dancing, Supergirl
- Fabrizio Manfredi in Scuola di eroi, La guerra dei Roses, Las Vegas
- Alessandro Quarta in Detective Monk, Le streghe di Oz, Mamma che notte!
- Francesco Bulckaen ne I dannati di Hollywood, Se ti investo mi sposi?
- Roberto Gammino in 50 volte il primo bacio, Più grande del cielo
- Massimo De Ambrosis in Rudy - Il successo di un sogno, Colpi d'amore
- Giorgio Borghetti in Una gita pericolosa
- Corrado Conforti in Tale padre tale figlio
- Pino Insegno in Memphis Belle
- Nanni Baldini ne Il mio amico scongelato
- Oreste Baldini in Minaccia nucleare
- Vittorio De Angelis in Cambia la tua vita con un click
- Simone D'Andrea in Masters of Science Fiction
- Fabrizio Picconi ne Il coraggio di vincere
- Gianfranco Miranda in NCIS - Unità anticrimine
- Eleonora De Angelis ne I Goonies
- Stefano Crescentini in Jeremiah
- Gabriele Lopez in Stay Cool
- Roberto Stocchi in Perry Mason
- Sergio Luzi in 24

Da doppiatore è sostituito da:
- Massimiliano Alto in Agente Speciale Oso
- Massimo Di Benedetto in Balto - Sulle ali dell'avventura
- Lorenzo De Angelis in Teenage Mutant Ninja Turtles - Tartarughe Ninja